# Pierre d'Ailly
Pierre d'Ailly (Latijn: Petrus ab Alliaco) (Compiègne, 1351 – Avignon, 9 augustus 1420) was een Franse geestelijke, theoloog en kardinaal. Hij speelde een actieve rol in de beide conflicten die zijn tijd kenmerkten, de Honderdjarige Oorlog en het Westers Schisma.

## Leven
Ailly behoorde als zoon van een welgestelde slager hij tot de gegoede burgerij van zijn geboortestad. Hij bleef levenslang verbonden aan de Sint-Antoniuskerk, die hij op zijn kosten liet verfraaien. In 1364 trok hij naar Parijs, waar hij ging studeren aan het Collège de Navarre (in 1304 gesticht door koningin Johanna van Navarra). In 1381 werd hij daar hoogleraar in de theologie, en in 1384 ook rector. Onder meer Jean de Gerson, die zijn vriend en opvolger zou worden, was een van zijn leerlingen.
In 1389 werd hij aangesteld als geestelijke leider en biechtvader van de jonge koning Karel VI, en nog datzelfde jaar als kanselier aan de Sorbonne.
In het kader van het Westers Schisma koos hij aanvankelijk partij voor de tegenpaus Benedictus XIII te Avignon, die hem in 1395 had aangesteld tot bisschop van Le Puy en in 1397 tot bisschop van Kamerijk (Cambrai) (als Peter V van Ailly). Het gebied van het bisdom Kamerijk reikte tot voorbij Antwerpen. In de Franse burgeroorlog tussen de Bourguignons en de Armagnacs (zie Honderdjarige Oorlog) koos Ailly partij voor laatstgenoemden, en dat bleek niet de juiste keuze. Zijn benoeming tot bisschop van Kamerijk was immers een omstreden zaak. Benedictus XIII had op 15 november 1396 Filips van Moulin, bisschop van Noyon benoemd, maar deze bedankte voor de eer. Daarop koos het kapittel van Kamerijk op 1 december Lodewijk de la Tremoïlle, bisschop van Doornik en gunsteling van de Bourgondische hertog Filips de Stoute. Benedictus XIII hakte uiteindelijk op 19 maart 1397 de knoop door en stelde Ailly definitief aan tot bisschop van Kamerijk. In die hoedanigheid kwam hij in 1410 naar Halle voor de inwijding van de Sint-Martinuskerk. Van zijn periode als bisschop van Kamerijk is de veroordeling bekend van de sekte der Homines intelligentiae. Ook bestreed hij in zijn bisdom het concubinaat waarin veel van zijn priesters leefden.
D'Ailly cumuleerde tegelijk de prebenden van verschillende Franse kapittels: Soissons, Noyon, Rouen, Compiègne en Bayeux. Hij was apostolisch administrator van de bisdommen Limoges (1412-1420) en Orange (1413-1418).
Hij koos later partij voor tegenpaus Johannes XXIII die hem in 1411 beloonde met de kardinaalshoed, waarna hij zijn bisdom verliet. Zijn titelkerk in Rome was de basiliek van San Crisogono. Hij werd in 1413 pauselijk gezant bij de Rooms-Duitse keizer, maar dat belette hem niet om zijn beschermheer in de steek te laten op het Concilie van Konstanz (1414-1418), waar hij een belangrijke rol vervulde. Als aanhanger van de Armagnacs werd hem in 1418 de toegang tot Parijs geweigerd, nadat hun tegenstanders de Bourguignons zich meester gemaakt hadden van de stad. Hij besloot toen zich terug te trekken in Avignon, waar hij in 1420 overleed.

## Werken
Als hoog ontwikkeld mens liet Pierre d'Ailly talrijke manuscripten na, waaronder preken en politieke traktaten. Zijn meest getalenteerde leerling en vriend Jean de Gerson zou hem overtreffen. Zijn astrologische geschriften, minder cryptisch en duister dan die van Nostradamus, bezorgden hem een reputatie als voorspeller van de Franse Revolutie, aangezien hij grote scheuringen voorzag in 1789 (!).
Zijn beroemde Imago Mundi (Wereldbeeld) (rond 1410) is een compilatie en een samenvatting van de geografische kennis in zijn tijd. De Atlantische Oceaan wordt er smal genoeg in voorgesteld om een reis naar het Oosten via het Westen uit te rechtvaardigen. Het manuscript, dat bewaard wordt te Sevilla, werd gelezen en bestudeerd door Christoffel Columbus. Deze baseerde zich onder meer op dit werk om de grote ontdekkingstocht te wagen, waarbij hij de Nieuwe Wereld zou ontdekken.
- Bibsys: 3114216
- Biblioteca Nacional de España: XX1039790
- Bibliothèque nationale de France: cb12102483q (data)
- Catàleg d'autoritats de noms i títols de Catalunya: 981058523404406706
- CiNii: DA04672871
- Gemeinsame Normdatei: 118644157
- International Standard Name Identifier: 0000 0001 2278 3681
- Library of Congress Control Number: n86132568
- Nationale Bibliotheek van Tsjechië: mzk2003195756
- Nationale bibliotheek van Australië: 35129027
- Nationale Bibliotheek van Israël: 987007257531905171
- Nationale Bibliotheek van Polen: a0000001186270
- Nederlandse Thesaurus van Auteursnamen: 068548648
- Réseau des bibliothèques de Suisse occidentale: 02-A000004556
- Istituto Centrale per il Catalogo Unico: SBLV305919
- LIBRIS: 83572
- SNAC: w6611wzq
- Système universitaire de documentation: 029386632
- Trove: 835084
- Virtual International Authority File: 36947428
- WorldCat: E39PBJdWMWyVjfPxYBRpjjHDMP